# Cupa României 1935-1936
Ediția 1935-1936 a fost a treia ediție a Cupei României. Trofeul a fost obținut de Ripensia Timișoara care și-a adăugat în palmares a doua Cupă, după cea obținută în ediția inaugurală a competiției.

## Șaisprezecimi
| Data     | Echipa gazdă                    | Scor  | Echipa oaspete                        |
| -------- | ------------------------------- | ----- | ------------------------------------- |
| 21.03.36 | Unirea Tricolor (Div.A)         | 5 - 2 | (Div.A) Victoria Cluj                 |
| 22.03.36 | Dacia Galați (Div.B)            | 5 - 0 | (District) SG Sighișoara              |
| 22.03.36 | CA Oradea (Div.A)               | 2 - 0 | (Div.B) ILSA Timișoara                |
| 22.03.36 | ACFR Brașov (Div.B)             | 0 - 1 | (Div.A) Crișana Oradea                |
| 22.03.36 | Juventus București (Div.A)      | 7 - 1 | (Div.B) Sportul Studențesc            |
| 22.03.36 | Șoimii Sibiu (Div.B)            | 1 - 6 | (Div.A) Gloria Arad                   |
| 22.03.36 | Vulturii Lugoj (Div.B)          | 6 - 2 | (District) Sparta Mediaș              |
| 22.03.36 | Textila Moldova Iași (Div.B)    | 1 - 3 | (Div.B) Phoenix Baia Mare             |
| 22.03.36 | Oltul Turnu Măgurele (District) | 2 - 4 | (Div.B) Franco-Româna⁠(d)              |
| 22.03.36 | Maccabi București (Div.B)       | 2 - 1 | (Div.B) Olimpia Satu Mare             |
| 22.03.36 | Dacia Unirea Brăila (Div.B)     | 1 - 2 | (Div.A) Chinezul                      |
| 22.03.36 | Elpis Constanța (Div.B)         | 2 - 3 | (Div.A) Venus București               |
| 22.03.36 | Rapid București (Div.A)         | 2 - 3 | (Div.A) Ripensia                      |
| 22.03.36 | Dragoș Vodă Cernăuți (Div.B)    | 3 - 0 | (Div.A) AMEFA Arad                    |
| 01.04.36 | Universitatea Cluj (Div.A)      | 4 - 2 | (District) Electrica Timișoara        |
|          | Minerul Lupeni (Div.B)          |       | Herdan București (echipă desființată) |

## Optimi
| Data     | Echipa gazdă       | Scor         | Echipa oaspete       |
| -------- | ------------------ | ------------ | -------------------- |
| 05.04.36 | Juventus București | 3 - 1        | Maccabi București    |
| 05.04.36 | Gloria Arad        | 6 - 0        | Dacia Galați         |
| 05.04.36 | Universitatea Cluj | 4 - 1        | Dragoș Vodă Cernăuți |
| 05.04.36 | Vulturii Lugoj     | 2 - 3        | Minerul Lupeni       |
| 05.04.36 | Phoenix Baia Mare  | 0 - 2        | Unirea Tricolor      |
| 05.04.36 | Franco-Româna⁠(d)   | 3 - 1        | Chinezul             |
| 05.04.36 | Venus București    | 2 - 0        | CA Oradea            |
| 18.04.36 | Ripensia           | 8 - 3 (d.p.) | Crișana Oradea       |

## Sferturi
| Data     | Echipa gazdă       | Scor  | Echipa oaspete     |
| -------- | ------------------ | ----- | ------------------ |
| 18.04.36 | Juventus București | 3 - 1 | Venus București    |
| 19.04.36 | Gloria Arad        | 0 - 2 | Universitatea Cluj |
| 19.04.36 | Unirea Tricolor    | 6 - 4 | Franco-Româna⁠(d)   |
| 31.05.36 | Minerul Lupeni     | 2 - 9 | Ripensia           |

## Semifinale
| Data     | Oraș      | Echipa 1        | Scor  | Echipa 2           |
| -------- | --------- | --------------- | ----- | ------------------ |
| 07.06.36 | București | Unirea Tricolor | 4 - 1 | Juventus București |
| 07.06.36 | București | Ripensia        | 4 - 2 | Universitatea Cluj |

## Finala
| 21 iunie 1936 18:00 | Ripensia                                    | 5 – 1 | Unirea Tricolor      | Stadionul Venus, București Spectatori: 15.000 Arbitru: Constantin Iliescu (București) |
| 21 iunie 1936 18:00 | Dobay 44' Schwartz 55', 87' Ciolac 61', 85' |       | Niculescu 50' (pen.) | Stadionul Venus, București Spectatori: 15.000 Arbitru: Constantin Iliescu (București) |

| RIPENSIA: |                    |
|           |                    |
| P         | Dumitru Pavlovici  |
| F         | Rudolf Burger      |
| F         | Balazs Hoksary     |
| M         | Vasile Chiroiu     |
| M         | Rudolf Kotormany   |
| M         | Eugen Lakatos      |
| A         | Silviu Bindea      |
| A         | Zoltan Beke        |
| A         | Gheorghe Ciolac    |
| A         | Alexandru Schwartz |
| A         | Ștefan Dobay       |

| UNIREA TRICOLOR: |                         |
|                  |                         |
| P                | Petre Rădulescu         |
| F                | Petre Sucitulescu       |
| F                | Ilie Iliescu            |
| M                | Nicolae Florea          |
| M                | Petre Steinbach         |
| M                | Ion Boteanu             |
| A                | Traian Ionescu          |
| A                | Dincă Schileru          |
| A                | Valeriu Sonny Niculescu |
| A                | Ștefan Cârjan           |
| A                | Ion Bogdan              |